# アンジェラ・ランズベリー
デイム・アンジェラ・ブリギッド・ランズベリー DBE（Dame Angela Brigid Lansbury DBE, 1925年10月16日 - 2022年10月11日）は、イギリス出身の女優。

## 経歴
イギリスのロンドン出身。祖父は労働党の党首だったジョージ・ランズベリー（Lansbury）、父親は政治家のエドガー・ランズベリー（Edgar Lansbury）、母親は貴族の血を引く女優のモイナ・マクギル（Moyna MacGill）。1940年にアメリカ合衆国に渡り、1951年にアメリカ市民になった。
当初は歌手としてデビューしたが、1944年の『ガス燈』で映画俳優に転向し、同作品でアカデミー助演女優賞にノミネートされる。翌年も『ドリアン・グレイの肖像』で同賞にノミネートされ、ゴールデングローブ賞 助演女優賞を受賞する。
1960年代には舞台に活動の中心を移す。『メイム』『Dear World』『ジプシー』『スウィーニー・トッド』でトニー賞のミュージカル主演女優賞を受賞し、『陽気な幽霊』では演劇助演女優賞を受賞した。
1970年代終盤からは映像の世界での活動も再開し、1984年から始まったテレビドラマ『ジェシカおばさんの事件簿』では主人公のミステリー作家ジェシカ・フレッチャーを演じた。
2013年の第86回アカデミー賞において、名誉賞を受賞。
2014年、ウィンザー城にてエリザベス女王より大英帝国勲章デイム・コマンダーを授与される。1994年にも女王の誕生記念叙勲リストに選ばれ、同勲章のコマンダーを受章。
2015年、舞台『陽気な幽霊』でローレンス・オリヴィエ賞・助演女優賞（プレイ部門）を受賞した。
2022年10月11日、ロサンゼルスの自宅で死去。96歳没。

## 主な出演作品

### 映画
| 公開年 | 邦題 原題                                                                              | 役名                           | 備考                                 |
| ------ | -------------------------------------------------------------------------------------- | ------------------------------ | ------------------------------------ |
| 1944   | ガス燈 Gaslight                                                                        | ナンシー                       |                                      |
| 1944   | 緑園の天使 National Velvet                                                             | エドウィナ・ブラウン           |                                      |
| 1945   | ドリアン・グレイの肖像 The Picture of Dorian Gray                                      | シビル・ヴェイン               | ゴールデングローブ賞 助演女優賞 受賞 |
| 1946   | ハーヴェイ・ガールズ The Harvey Girls                                                  | エム                           |                                      |
| 1946   | 雲流るるはてに Till the Clouds Roll By                                                 | London Specialty               |                                      |
| 1947   | 美貌の友 The Private Affairs of Bel Ami                                                | Clotilde de Marelle            |                                      |
| 1948   | 愛の立候補宣言 State of the Union                                                      | ケイ                           |                                      |
| 1948   | 三銃士 The Three Musketeers                                                            | アンヌ王妃                     |                                      |
| 1949   | 赤きダニューブ The Red Danube                                                          | オードリー                     |                                      |
| 1949   | サムソンとデリラ Samson and Delilah                                                    | セマダール                     |                                      |
| 1952   | カリブの反乱 Mutiny                                                                    | レスリー                       |                                      |
| 1955   | 捨身の一撃 A Lawless Street                                                            | タリー・ディケンソン           |                                      |
| 1955   | ダニー・ケイの黒いキツネ The Court Jester                                              | グエンドリン王女               |                                      |
| 1958   | 長く熱い夜 The Long, Hot Summer                                                        | ミニー・リトルジョン           |                                      |
| 1960   | 17年目の恋の季節 Summer of the Seventeenth Doll                                        | パール                         |                                      |
| 1960   | バラ色の森 A Breath of Scandal                                                         | Countess Lina                  |                                      |
| 1960   | 階段の上の暗闇 The Dark at the Top of the Stairs                                       | プルイット                     |                                      |
| 1961   | ブルー・ハワイ Blue Hawaii                                                             | サラ・リー・ゲイツ             |                                      |
| 1962   | 影なき狙撃者 The Manchurian Candidate                                                  | エレノア                       | ゴールデングローブ賞 助演女優賞 受賞 |
| 1964   | マリアンの友だち The World of Henry Orient                                             | イザベル・ボイド               |                                      |
| 1965   | 偉大な生涯の物語 The Greatest Story Ever Told                                          | クラウディア                   |                                      |
| 1965   | モール・フランダースの愛の冒険 The Amorous Adventures of Moll Flanders                 | Lady Blystone                  |                                      |
| 1970   | すべての人のもの Something for Everyone                                                | Countess Herthe von Ornstein   |                                      |
| 1971   | ベッドかざりとほうき Bedknobs and Broomsticks                                          | ミス・プライス                 |                                      |
| 1978   | ナイル殺人事件 Death on the Nile                                                       | ミセス・サロメ・オッターボーン |                                      |
| 1979   | レディ・バニッシュ/暗号を歌う女 The Lady Vanishes                                      | ミス・フロイ                   |                                      |
| 1980   | クリスタル殺人事件 The Mirror Crack'd                                                  | ミス・マープル                 |                                      |
| 1984   | ミセス・アン/殺しのシナリオ A Talent for Murder                                        | アン・ロイス・マクレイン       | テレビ映画                           |
| 1984   | フィービー・ケイツの レース Lace                                                       | ホーテンス                     | テレビ映画                           |
| 1984   | 狼の血族 The Company of Wolves                                                         | おばあちゃん                   |                                      |
| 1986   | 運命の扉 Rage of Angels: The Story Continues                                           | Marchesa Allabrandi            | テレビ映画                           |
| 1988   | シュート・ダウン Shootdown                                                             | ムーア                         | テレビ映画                           |
| 1990   | 秋の旅路 The Love She Sought                                                           | アガサ・マクギー               | テレビ映画                           |
| 1991   | 美女と野獣 Beauty and the Beast                                                        | ポット夫人                     | 声の出演                             |
| 1996   | ミセス・サンタクロース Mrs. Santa Claus                                                | ミセス・サンタクロース         | テレビ映画                           |
| 1997   | ジェシカおばさんの事件簿/南南西に進路を取れ Murder, She Wrote: South by Southwest      | ジェシカ・フレッチャー         | テレビ映画                           |
| 1997   | アナスタシア Anastasia                                                                 | マリア・フョードロヴナ         | 声の出演                             |
| 1997   | フランク・キャプラのアメリカン・ドリーム Frank Capra's American Dream                  |                                |                                      |
| 1999   | ミセス・シークレット・エージェント/危険な国から愛を込めて The Unexpected Mrs. Pollifax | エミリー・ポリファクス         | テレビ映画                           |
| 2000   | ジェシカおばさんの事件簿/記される殺意 Murder, She Wrote: A Story to Die for            | ジェシカ・フレッチャー         | テレビ映画                           |
| 2001   | ジェシカおばさんの事件簿/二つの墓の謎 Murder, She Wrote: The Last Free Man             | ジェシカ・フレッチャー         | テレビ映画                           |
| 2003   | ジェシカおばさんの事件簿/ケルトの秘宝 Murder, She Wrote: The Celtic Riddle             | ジェシカ・フレッチャー         | テレビ映画                           |
| 2005   | ナニー・マクフィーの魔法のステッキ Nanny McPhee                                        | アデレード                     |                                      |
| 2011   | 空飛ぶペンギン Mr. Popper's Penguins                                                   | セルマ・ヴァン・ガンディ       |                                      |
| 2018   | グリンチ The Grinch                                                                    | マクガークル村長               | 声の出演                             |
| 2018   | メリー・ポピンズ リターンズ Mary Poppins Returns                                       | バルーン・レディ               |                                      |
| 2022   | ナイブズ・アウト: グラス・オニオン Glass Onion: A Knives Out Mystery                   | 本人役                         | カメオ出演 遺作 死後に公開           |

### テレビシリーズ
| 放映年    | 邦題 原題                                                  | 役名                   | 備考                                 |
| --------- | ---------------------------------------------------------- | ---------------------- | ------------------------------------ |
| 1984-1996 | ジェシカおばさんの事件簿 Murder, She Wrote                 | ジェシカ・フレッチャー | 計264話出演                          |
| 1986      | 私立探偵マグナム Magnum P.I.－Novel Connection             | ジェシカ・フレッチャー | 第7シーズン第8話「Novel Connection」 |
| 2005      | LAW & ORDER:性犯罪特捜班 Law & Order: Special Victims Unit | エレノア・デュヴァル   | 第6シーズン第20話「沈黙が招く悲劇」  |
| 2005      | LAW & ORDER:陪審評決 Law & Order: Trial by Jury            | エレノア・デュヴァル   | 第1シーズン第11話「決着」            |

### 舞台
- A Taste of Honey (1960-61)
- Anyone Can Whistle (1964)
- Mame (1966-68)
- Dear World (1969)
- Prettybelle (1971)
- 王様と私 The King and I (1978)
- スウィーニー・トッド Sweeney Todd (1979-80)
- Deuce (2007)
- Blithe Spirit (2009)

## 参照
注釈
1. ↑  3度のノミネートを経て、アカデミー名誉賞の受賞は「女優としての私の人生の集大成に対するもの」であり、「アメリカとイギリスで思う存分仕事ができたことは喜び」だと感想を表明した。[3]
2. ↑  アンジェラは、「今日は私にとって非常に誇り高き日です。国に功績を認めて頂き、女王陛下にお目に掛かることが出来ました。それは又とない素晴らしい機会でした」とコメント。[3]

出典
1. ↑  Discover Tower Hamlets - Area guides - Poplar
2. ↑  "Edgar Lansbury Biography". Grahamstevenson.me.uk. Retrieved April 14, 2011.
3. 1 2 3 4  海外ドラマNAVI編集部 (2014年4月21日). “『ジェシカおばさんの事件簿』のアンジェラ・ランズベリーが大英帝国勲章を授与される”. 海外ドラマNAVI. 2021年12月4日閲覧。
4. 1 2  澤田理沙 (2014年4月20日). “「ジェシカおばさんの事件簿」アンジェラ・ランズベリーに大英帝国勲章”. シネマトゥデイ.   株式会社シネマトゥデイ. 2021年12月4日閲覧。
5. ↑  Isabel Greenberg / 翻訳: Chise Taguchi (2020年7月25日). “意外と知られていない、英国王室から称号を授与されたセレブ41人”. ハーパーズ バザー.   株式会社ハースト婦人画報社. 2021年12月4日閲覧。
6. ↑  “「ジェシカおばさんの事件簿」女優、89歳でローレンス・オリヴィエ賞・助演を受賞”.   シネマトゥデイ (2015年4月15日). 2015年4月15日閲覧。
7. ↑  “2015年ローレンス・オリヴィエ賞が決定”.   シアターガイド (2015年4月16日). 2015年4月17日閲覧。
8. ↑  “アンジェラ・ランズベリーさん死去　「ジェシカおばさんの事件簿」”. 朝日新聞社. (2022年10月12日) 2022年10月12日閲覧。

## 関連事項
- エドガー・ランズベリー - 父、政治家。
- ジョージ・ランズベリー - 祖父、元労働党党首。
- リチャード・クロムウェル - 元夫、俳優。
- デヴィッド・ショウ - 息子、俳優。
- アンソニー・ショウ - 息子、俳優。
- エドガー・ランズベリー - 弟、TV製作者。
- ブルース・ランズベリー - 弟、CBS重役、TVプロデューサー、脚本家、劇作家。